# Josée
Cette page présente le prénom Josée ainsi que ses variantes.
Josée est un prénom féminin français.

## Étymologie
Josée est dérivé du prénom masculin José, forme populaire ancienne de Joseph dont il dérive par évolution phonétique. José est aussi une forme  portugaise et espagnole du prénom Joseph.

## Personnes portant ce prénom
- Josée Dayan, réalisatrice, actrice et scénariste française ;
- Josée Verner, femme politique canadienne ;
- Marie-Josée Croze, actrice canadienne.

- Pour l'ensemble des articles sur les personnes portant ce prénom, consulter :
  - la liste des articles dont le titre commence par ce prénom
  - les listes produites par Wikidata : Liste des personnes de prénom « Josée » — même liste en incluant les éventuels prénoms composés qui contiennent « Josée ».